# Туришка Вас (Словень Градець)
Туришка Вас (словен. Turiška vas) — поселення в общині Словень Градець, Регіон Корошка, Словенія. Висота над рівнем моря: 473,1 м.